# Joseph (Modemarke)

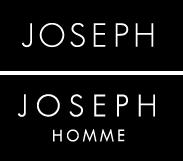
Logos der JOSEPH-Marken

Joseph (Eigenschreibweise: JOSEPH) ist eine 1983 von Joseph Ettedgui in London gegründete Modemarke für Damen und Herren, die 2005 von dem japanischen Textilgiganten K.K. Onward Kashiyama (Chūō, Tokio) aufgekauft wurde und bis heute besteht.

## Unternehmen
Neutrale Farben, schlichte Modelle, von der Herrenmode inspirierte Schnitte für Damen, zeitlose Klassiker und – vor allem in den 1990er Jahren – schmal geschnittene Damenhosen begründeten den rasanten Aufstieg der Marke Joseph.
Bereits 1979 hatte Joseph Ettedgui in London eine von Norman Foster konzipierte Boutique namens Joseph eröffnet, in welcher er neben kontinentaleuropäischer Designer-Mode seine eigenen schlichten Mode-Entwürfe unter dem Namen Joseph anbot. 1983 gründete er offiziell das Unternehmen Joseph Ltd. Es folgten über die Jahre die Labels Joseph Tricot (Strickwaren, ab 1979), Joseph pour la maison (Haushaltswaren, ab 1984), Joseph Bis (modische Zweitlinie, ab 1985), Joseph pour la ville (Businessmode, ab 1986). Eigene Joseph-Boutiquen – zunächst in London und Europa, später auch weltweit – wurden eröffnet. 1991 betrug der Umsatz 22 Millionen Pfund. 1993 wurde das Jeans-Label Joseph Denim präsentiert und erstmals eine komplette Herrenlinie, Joseph Homme, angeboten, obwohl es zuvor schon Herrenmode von Joseph gegeben hatte. Hierfür wurde ein eigenes Geschäft auf der South Molton Street in London eröffnet. Zu den Herrenmode-Kunden gehörten Prominente wie Mick Jagger, Paul McCartney, Elton John oder David Bowie. Die 1990er Jahre waren die Glanzzeiten der Marke Joseph.
1997 wurden alle Joseph-Geschäfte, die in den 1980er Jahren minimalistisch schlicht mit schwarzem Marmor und Chrom und in den 1990er Jahren mit kahlem Beton und weißen Möbeln versehen waren, freundlicher gestaltet. Unter dem Label Joseph Essentials wurden nun zeitlose Basisteile angeboten. Der Umsatz der Joseph-Gruppe lag mittlerweile bei 30 Millionen Pfund, die Belegschaft bestand aus 200 Mitarbeitern. Im gleichen Jahr eröffnete eine Joseph-Boutique auf der Königsallee in Düsseldorf (Anfang 2000er geschlossen). Anfang 1999 wurde erstmals eine kleine Joseph-Möbelkollektion vorgestellt. Zur Jahrtausendwende bestanden weltweit 24 Joseph-Boutiquen und die Joseph Group Ltd. erzielte einen Umsatz von 75 Millionen Euro.
1999 verkauften Ettedgui und sein Bruder Franklin das Unternehmen für fast 100 Millionen Pfund an den belgischen Investor Albert Frère, wofür Frère einen 54%igen Anteil am Unternehmen erhielt. 18 % der Anteile blieben bei Joseph und Franklin Ettedgui, 18 % erhielt der Modemanager Robert Bensoussan, 10 % gingen an LVMH. Ettedgui selbst erhielt bei dem Deal um die 30 Millionen Pfund und blieb Kreativchef; sein Bruder Franklin COO. 2000 übernahm Frère die Anteile von Besoussan, der für kurze Zeit die Rolle des CEO bei Joseph übernommen hatte, und hielt damit 72 % am Unternehmen. Mittlerweile führten die Joseph-Boutiquen neben der eigenen Linie u. a. Designer wie Alexander McQueen, Balenciaga, Azzedine Alaïa, John Galliano oder Diane von Fürstenberg.
2004 gab es weltweit 63 Joseph-Boutiquen. Im Mai 2005 wurde das Unternehmen für ca. 140 Millionen Pfund an den japanischen Modekonzern Onward Kashiyama, langjähriger Lizenzpartner von Joseph in Japan, verkauft. Ettedgui und sein Bruder Franklin erhielten bei der Transaktion für den Verkauf ihrer verbleibenden Anteile weitere 20 Millionen Pfund. Die beiden verließen das Unternehmen Ende 2005. 2008 lag der Umsatz bei fast 82 Millionen Euro.

## Joseph heute
2010 gab es weltweit 34 JOSEPH-Boutiquen, vornehmlich in London und Japan, aber auch in Großbritannien, Frankreich, Manhattan, Hongkong, Korea, Taiwan und China. Die einzelnen Boutiquen führten unterschiedliche Marken-Sortimente, jedoch alle die Joseph-Damenmode. 2017 existierten in Großbritannien 17 Joseph-Geschäfte, alle im Großraum London, davon vier Multimarken-Boutiquen, zwei reine Herrengeschäfte und zwei Outlets. Dazu kamen drei Boutiquen in Paris, eine in Cannes, zwei in Manhattan, 12 in Japan, und eine in der Dubai Mall.
CEO von JOSEPH war von Mai 2008 bis Ende 2012 die ehemalige Furla-Managerin Sara Ferrero. Hirosuke Takagi ist Geschäftsführer. Seit 2018 bekleidet den CEO-Posten die ehemalige Marni-Managerin Barbara Campos. Alain Snege, ein ehemaliger Colette-Einkäufer ist künstlerischer Direktor und Chefeinkäufer; Louise Trotter, eine ehemalige JIGSAW-Designerin, war von 2009 bis 2018 Kreativdirektorin. Trotter, die im Oktober 2018 zu Lacoste wechselte, wurde im September 2018 bei Joseph durch Susana Clayton, eine ehemalige Givenchy-Damenmodedesignerin ersetzt. Der Firmensitz der Joseph Ltd. liegt im Londoner Stadtteil Fulham, das Design-Atelier befindet sich in Paris. Die Joseph-Kollektionen liegen preislich ca. 30 % bis 40 % unter den Preisen der Designer-Mode, die ebenfalls in den Joseph-Boutiquen angeboten wird. Die Herrenmode der Marke, Joseph Homme, wurde zwischen 2005 und 2015 vornehmlich in Japan vertrieben und ist seither auch wieder auf den internationalen Märkten verfügbar. Obwohl weiterhin Fremdmarken in einigen Joseph-Geschäften angeboten werden, machte 2015 die eigene Marke 87 % des Jahresumsatzes aus. Der Jahresumsatz 2014 belief sich auf £ 63 Millionen, wovon £ 42 Millionen in Großbritannien und Irland generiert worden waren. Seit Anfang 2014 ist Joseph mit einer Modenschau bei der London Fashion Week vertreten.